# 4Q285

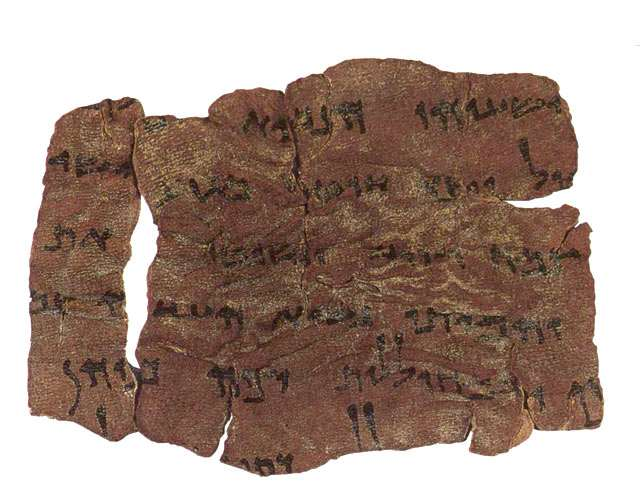
Een van de bewaarde fragmenten van 4Q285 (fragment 5)

4Q285 is een Dode-Zeerol tekst, het bestaat uit enkele kleine fragmenten met elk slechts enkele regels tekst. De tekst van een fragment bevat een citaat van Jesaja en spreekt over de Messias. Over de vertaling van de tekst is veel discussie geweest. De tekst is verwant aan de Oorlogsrol en wordt ook wel aangeduid als de Doorstoken Messias Tekst. De tekst van 4Q285 komt gedeeltelijk overeen met die van 11Q14, een ander handschrift uit de Dode-Zeerollen.

## Vondst en oudheid
In augustus 1952 werd dicht bij Qumran de vierde grot ontdekt waarin oude Joodse geschriften waren opgeborgen; vandaar dat de code van het geschrift begint met 4Q (vierde grot van Qumran). In 1992 onderzocht Robert Eisenman van de California State University, Long Beach, een aantal nog ongepubliceerde Dode-Zeerollen. Hij reconstrueerde het 4Q285 fragment en maakte het wereldkundig via de media.
De tekst van 4Q285 is, zoals de meeste Dode-Zeerollen, geschreven op perkament. De tekst is geschreven in Herodisch schrift en aan de hand daarvan kan opgemaakt worden dat de tekst in de eerste helft van de 1e eeuw is opgeschreven. Van het handschrift zijn meerdere fragmenten gevonden. Het fragment waarop sprake zou zijn van een doorgestoken messias is fragment 5. Dit fragment is 4 bij 5 cm groot en er staan zes regels tekst op. Aan zowel de rechter- als de linkerzijde vertonen de regels lacunes.

## Vertaling en Interpretatie
De tekst van fragment 5 begint met een citaat uit Jesaja 10:34. Daarna wordt er gesproken over de Messias die de afstammeling is van koning David. De tekst eindigt met de vernietiging van de laatste vijand Kittim, in de Dode-Zeerollen meestal een aanduiding voor de Romeinen.
De discussie over de interpretatie van de tekst heeft zich vooral toegespitst op de tekst van regel 4, die [... והמיתו נשיא העדה צמ[ח דויד [...] luidt.
Toen Eisenman de tekst bestudeerde concludeerde hij dat regel 4 vertaald moest worden met: en de Prins van de Broederschap, de afstammeling van David, en zij doodden de Prins, waarbij de ו in והמיתו wordt opgevat als de uitgang van een persoonsvorm in de derde persoon meervoud (והמיתו: "zij doodden"). Eisenman zag in de tekst een referentie naar een gedode Messias, wat overeenkomt met het traditioneel christelijke beeld van de Messias. In plaats van zijn interpretatie in de wetenschappelijke literatuur voor te stellen maakte hij zijn ontdekking via de media bekend. In de New York Times verscheen het artikel Reference to Execution of Messianic Leader Is Found in Scrolls. Hierom kreeg het fragment de bijnaam Doorstoken Messias Tekst.
Geza Vermes daarentegen is van mening dat een betere vertaling van het laatste gedeelte van de vierde regel zou moeten zijn: en hij (de Prins/Messias) zal hem doden, waarbij de ו wordt opgevat als een suffix, dat staat voor de derde persoon enkelvoud, waarbij dan het werkwoord zelf als een persoonsvorm in de derde persoon enkelvoud moet worden opgevat (והמיתו: "hij doodde hem"). Omdat regel 1 en 6 ook over oorlog spreken gaat deze tekst volgens Vermes over een militaire Messiasfiguur die zijn vijanden doorboort, wat beter aansluit bij andere Joodse messiaanse teksten. Latere wetenschappelijke publicaties komen tot dezelfde conclusies als Vermes.